# Apanteles zeneidabolanosae
Apanteles zeneidabolanosae (лат.) — вид мелких наездников рода Apanteles из подсемейства Microgastrinae семейства бракониды (Braconidae). Обнаружены в Центральной Америке: Коста-Рика (Alajuela).

## Описание
Мелкого размера перепончатокрылые насекомые: длина тела около 3 мм, длина переднего крыла до 3,4 мм. Основная окраска тёмно-коричневая. Усики относительно короткие, их длина почти равны длине тела. Птеростигма узкая полупрозрачная. Соотношение длины и ширины птеростигмы: 3,1-3,5. Паразитируют на молевидных бабочках (Elachistidae: Lethata trochalosticta).
Apanteles anapiedrae включён в видовую группу A. adelinamoralesae.
Вид был впервые описан в 2014 году канадским энтомологом Хосе Фернандес-Триана (Jose L. Fernández-Triana; Department of Integrative Biology and the Biodiversity Institute of Ontario, University of Guelph, Гелф, Онтарио, Канада) и назван в честь Зенейды Боланьос (Zeneida Bolaños;  ACG Office Pocosol, Коста-Рика).